# Vági István (labdarúgó)
Vági István (Gyál, 1942. március 22. –) labdarúgó, csatár, edző.

## Pályafutása
A Bp. Honvéd csapatában szerepelt az 1960-as években. 1960-ban az ifjúsági UEFA-tornán aranyérmes csapat tagja volt.

## Sikerei, díjai
- Ifjúsági UEFA-torna
  - győztes: 1960
- Magyar bajnokság
  - 2.: 1963-ősz, 1964, 1969, 1971–72
  - 3.: 1970-tavasz
- Magyar kupa
  - győztes: 1964